# 芸能人親族生活保護受給騒動
芸能人親族生活保護受給騒動（げいのうじん しんぞくせいかつほごじゅきゅうそうどう）とは、2012年に、複数の芸能人の親族が生活保護を受給していたことが周知されたことにより生じた一連の問題である。
生活保護を不適正もしくは不正に受給したのではないかという疑惑としてモラルが問われたが、正規の申請による受給であったため不正受給と認定されてはおらず、騒動中の現行法においては違法ではなかったが、一部の政治家やマスコミは「生活保護は不正だらけ」「受給は恥ずかしいこと」という制度の実態や意義に反するメッセージを発し、生活保護制度そのものや受給者に対するバッシングが起こった。

## 現行法規
民法877条1項は、直系血族間の扶養義務を定めており、他方で生活保護法4条2項は、「民法に定める扶養義務者の扶養及び他の法律に定める扶助は、すべてこの法律による保護に優先して行われるものとする」と定めている（ただし、生活保護法4条3項において、「急迫した事由」があれば、「必要な保護を行うことを妨げるものではない」）。また、「被保護者に対して民法の規定により扶養の義務を履行しなければならない者があるときは、その義務の範囲内において、保護費を支弁した都道府県又は市町村の長は、その費用の全部又は一部を、その者から徴収することができる」（生活保護法77条）。

## 次長課長・河本準一の親族のケース
一連の騒動の発端となったのは、小学館が発行する女性週刊誌『女性セブン』の2012年4月26日号の記事である。記事では、あるお笑い芸人の母親と親族がそれぞれ生活保護を受給しているが、当該タレントは当時レギュラー・準レギュラー出演を合わせておよそ10本の番組に出演、その年収は5000万円とも推定されるほどの人気者であるにもかかわらず親族の扶養を怠っており、親しい後輩や友人にも「今、おかんが生活保護を受けていて、役所から“息子さんが力を貸してくれませんか?”って連絡があるんだけど、タダで貰えるんなら、貰っておけばいいんや」と語っていたことなどが報じられた。誌面では名前が伏せられていたが、『サイゾー』がインターネット上で繰り広げられていた“犯人捜し”の情報を基に、その芸人とは、よしもとクリエイティブ・エージェンシー（吉本興業グループ）所属のお笑いコンビ「次長課長」の河本準一であるとする実名公開に踏み切った。同月24日、本田技研工業は、当時河本ら吉本芸人数名がPRメンバーを務めていたホンダ・ステップワゴン『ススメ!家族の冒険プロジェクト』のキャンペーンサイトから河本の名前・写真・コラム全文を削除する措置を講じる。
5月2日、自民党の参議院議員で、同党『生活保護に関するプロジェクトチーム』のメンバーでもある片山さつきが自身のブログにおいて、厚生労働省社会・援護局の生活保護担当課長にこの“不正受給”疑惑の調査を依頼した旨を発表、自身もこの問題を追及していくことを表明した。片山は、自身がかつて旧大蔵省で厚生省担当主査を務めていた頃とは比較にならないほど不正受給が横行し、かつ受給者のモラルが低下している現状を問題視したとしている。これに続いて、同プロジェクトチーム座長の世耕弘成参議院議員も、自身のブログやTwitter上で「看過できない問題だ。苦しい家計の中から家族を扶養している人からすると、納得のいかない話である」などと不快感を示し、河本に説明責任を果たすよう求めた。同じ頃、河本は自身のTwitterのプロフィール欄を「人の嫌なことを生きがいにしてる人たちがどうかなくなりますようになぁ」というものに変更し、「逆ギレ」とも報じられた。
5月16日、よしもとクリエイティブ・エージェンシーは自社の公式ホームページに声明を発表。マスコミ報道や片山・世耕両議員らによる追及を「重大な人権侵害であると考える」との遺憾の意を示し、河本には様々な事情から生活の援助を行わなければならない親族が複数おり、なおかつ親族全員に対して将来に亘って安定的な援助を行えるかどうか、見通しが非常に難しかったという事情があること、母親への生活保護費の支給は、河本が無名で収入の低かった頃に開始されたものであり瑕疵はないこと、河本本人は、いつかは生活保護に頼ることなく自身の力だけで養っていけるよう、担当の福祉事務所などとも相談しながら、懸命に努力してきたことなどを説明、河本本人及びその親族に、生活保護費の不正受給のそしりを受けるような違法行為の存在を改めて否定した。
5月18日、片山・世耕両議員のもとに吉本興業の代理人弁護士が訪れ、吉本側は河本の母親が生活保護の受給に至った経緯を説明したが、所得証明や納税証明などの証拠書類は一切提示されなかった。また、当初吉本側代理人から「（母親とは別の）親族が海外での治療を必要としており、それには多額の費用が掛かる」との説明を受けていたため、片山らがその人物の続柄を訪ねたところ、代理人はこの発言を翻している。この説明では両議員が納得せず、世耕は「不適切な受給に関しては全額を返納すべき」と提案、吉本側はそれを持ち帰った。

### 謝罪会見〜生活保護費返還
5月25日、河本は都内で会見を行い、不正受給の疑惑については完全に否定したものの、「本来は自分がしなければならなかったものを、岡山の福祉の方にやってもらっていた。認識が甘かった。むちゃくちゃ甘い考えだった」と涙ながらに謝罪。母親への援助がなおざりだった点については、「全て福祉の方と相談して決めていたことなので、問題があるとは思わなかった」「収入が安定せず、不安を抱えながら毎日を送っていた。自分も（2010年10月に）急性膵炎に罹り、長期間休んだ。芸人には保険も無いし、パニックになった」と説明している。今後は自身の収入が増え始めた5〜6年前からの受給分（2006年もしくは2007年以降）を返還することを表明した。
会見によると、スーパーで働いていた母親は1997年頃に病気を患い、医師から働くことを止められる。母親は自分で生活保護の受給を決め福祉事務所に相談、受給にあたって事務所側は実子である河本に母への援助を打診するも、「（自分の）年収が100万円にも満たず、申し訳ないが面倒を看られない」との報告を受けたため、受給が認められる。やがて、河本の出演番組が次第に増えたことにより、収入が増加したと判断した担当職員から再度援助が求められ、2006〜2007年頃に母への援助を始める。これにより生活保護費は減額されたが、母親はその後も受給を続けたため、担当職員は再度河本に仕送りの増額を打診し、2012年1月より増額。なお、同じ頃に母親は脳梗塞を患っている。4月に入り、前述の女性セブンによってこの受給が批判的に報じられると、母親は自ら受給を停止したという。
6月26日、所属先のよしもとクリエイティブ・エージェンシーが、河本が母親の受給していた生活保護費の一部を返還したことを発表。5月の会見後、当該福祉事務所と返還に向けた協議を行い、提示された金額を支払うことを約束。金額は明らかにされていないが、6月20日に全額を払い終えているという。河本は、「自分の未熟さで、皆様にご迷惑をお掛けして、大変申し訳ございませんでした。皆様のお叱りをしっかり受け止め、これからはご迷惑をお掛けした皆様に恩返しをさせてもらい、親孝行もしていきたいと思います」とのコメントを寄せている。

### 問題視された点
生活保護の受給が認められる条件は、預貯金や持ち家などの資産及び一定以上の収入が無いこと、保護申請者を扶養出来る親族がおり、なおかつ援助に際して障壁となる家庭問題が存在しないこと、本当に就労が困難であるかなどが基準とされているが、河本は都内の一等地にある高級賃貸マンションに居住し、190万円相当のペア時計の購入や高級クラブでの豪遊、正月のハワイ旅行などのエピソードをテレビ番組で披露したことがあるため、収入が不安定な職業ではあれど、母1人を養う余裕が無いようには見受けられなかったというものがある。もう1つ、民法第877条では「親族間の扶養義務」が規定されているが、虐待による親子断絶などの諸事情により親子関係の破綻が認められれば、扶養を拒否することが出来る。しかし河本は、やはりテレビ番組の中で度々母親の面白エピソードを披露したり、2007年に発表した自伝本『一人二役』（ワニブックス刊）の中でも母との秘話を綴っているなど、親子関係が良好なのは誰の目にも明らかであったことが更なる批判を招いた。
但し、前記のように、福祉事務所の指導の下一定額の仕送りは行っているという説明を行っており、不正ではないという声もある。。

## キングコング・梶原雄太の親族のケース
河本と同じく、よしもとクリエイティブ・エージェンシーに所属するお笑いコンビ「キングコング」の梶原雄太の親族についても、同様の生活保護受給が問題視された。受給していたのは梶原の実母で、梶原はスポーツ紙の取材に「誤解をされたくないし、隠すこともないので、ありのままを全てお話ししたい」と述べ、経緯と事情を説明した。
母親への受給が始まったのは2011年3月で、当時母は祖母の介護をしながら弁当店で働いていたが、勤め先が倒産し収入が無くなる。年齢的にも働き口が見つからず、同じ頃に足を骨折してしまい、現状で就労が困難と判断した母親は知人に相談、知人から福祉事務所へ行くことを勧められる。そこで担当者から、「祖母ではなく、あなたが生活保護を受給した方がいい」とのアドバイスを受けたため、息子をはじめとする親族の経済状況の申告書類を提出後、受給が決まった。当初の受給額は毎月11万6000円で、祖母が同年12月に他界後はパートタイマーとして再就職し、毎月およそ4万円の収入を得るようになったことから、受給額は5万円に減額された。
この時梶原は、2002年に『紳助の人間マンダラ』（関西テレビ放送）の企画で母親のために購入したマンションのローンを支払っていたが、その後の収入増加に伴い、2008年頃に当初の35年ローンから短期ローンに組み替えたため、共益費と合わせて毎月40万円余りを負担していた。ローンは12年8月に完済予定だったこともあり、完済後に受給の辞退を決めていたという。しかし、河本の問題が波紋を広げる中で、「こういう状況になったので心苦しい。誤解もされかねない」として、母親自らが申し出て5月28日に受給を停止している。
およそ1年3か月間の受給額は約140万円で、梶原は「母が苦しんでいたので“助かった”というのが率直な気持ち」と述べている。所属先の吉本興業も、「生活保護受給の手続きには何らの瑕疵もなく、母親への精一杯の援助を続けている中での止むを得ない経緯があった」とコメント、今後は同社が支援し、その上で受給を辞退するとした。5月30日、梶原は都内で会見を行い、不正受給を否定した上で、世間を騒がせたことについて謝罪した。

### 自民党議員による追及
6月12日の衆議院予算委員会で、自民党の馳浩衆議院議員が本件に関する質疑を行う。馳は、梶原の実兄が国家公務員（航空自衛官）という立場で安定収入がありながら母親の扶養を怠っていることや、母親の居住するマンション隣の棟に居住し、意図的に別居をすることで“別世帯”を装い、母親の生活保護受給を黙認しているのでは、とする疑義をぶつけた。答弁に立った小宮山洋子厚生労働大臣（当時）は、「個別の事案については把握をしていない」とした上で、「生活保護は利用出来る資産や能力、その他を活用することが前提。例えば、保護費の受給を目的として意図的に資産・収入を減少させた上で支給を受けるのは認められない」「マンションの写真などを見れば、国民もこれはおかしいんじゃないか、と感じると思う」との見解を述べた。

## 本件への反応
この問題については、政府・厚生労働省に対しても、国民からの様々な意見や苦情が寄せられ、衆参両院の委員会でも取り上げられた。
テレビ視聴者からは、河本・梶原両名に刑事罰や芸能界追放などを求める辛辣な意見、起用を続けるテレビ局や一部番組の2人を擁護する姿勢などへの苦情が多数寄せられている一方で、本件のような有名タレントのケースを俎上に載せて生活保護制度そのものが悪いとの印象を抱かせる報道を懸念する声もあった。

### 保守系市民団体
保守系市民団体の在日特権を許さない市民の会（在特会）は、一連の受給問題を「反日的行為」と見なし、予てよりブログで抗議行動を呼びかけていた政治運動家の瀬戸弘幸らとともに6月3日、東京・新宿区にある吉本興業運営のお笑い劇場『ルミネtheよしもと』が入居するLUMINE2の前で、河本・梶原両名を非難する抗議街宣を行う。その後は同社東京本社にも赴き、所属タレント及び親族の不正受給の有無の徹底調査と、その保護費を返還するよう求める抗議文を直接手渡した。
7月1日にはやはり在特会が中心となり、一連の問題を追及していた片山さつきへの「応援デモ」が新宿駅前で行われ、集合場所には片山本人も来訪した。片山は「日本版ティーパーティー運動が始まった。皆さんは本当に素晴らしい愛国者だ」などと、参加者を激励した。

### 生活困窮者支援団体・当事者など
2012年9月、生活保護費削減の見直しなどを求める法律家や支援者、当事者らで構成される市民団体『生活保護問題対策全国会議』は、民放テレビ局の6番組・8件の報道について、「全体的に生活保護制度を正しく理解していない報道が目立ち、人気お笑いタレントの母親の生活保護利用というレアケースを俎上に載せて、制度や利用者全般に対するバッシング報道を繰り返すなど、重大な“放送倫理違反”があった」として、NHKや日本民間放送連盟加盟各社で組織される『放送倫理・番組向上機構』（BPO）の放送倫理検証委員会に対し、当該放送内容を審議するよう要請する。しかし、同委員会は翌月、「各放送局の編集権の範囲内」として、審議入りを見送った。この判断について、同団体は「審議入りしない、というのは、いわば“門前払い”であり、この決定に大きく失望した。我々が公平性を指摘した報道の中には、誤報のまま訂正しなかったものや、裏が取れないデマのような伝聞情報を、さも事実であるかのように報道したものもある。それらが“編集権の範囲内”として許されるのならば、報道において守るべき放送倫理など無いに等しいのではないか」「また、冷静さを欠いて、生活保護制度や受給者に対する偏見を煽り、誤解を広げるばかりの感情的な報道も許されてはならない」「個々の報道の中身を検証することさえ回避したのは極めて遺憾であり、BPOに求められている社会的責任を放棄したものである」との抗議声明を出した。

### 著名人の発言・見解
- 放送プロデューサーのデーブ・スペクターは、「“認識が甘かった”では通用しない。モラルが低下している。仕事が不安と言っても、河本さんのように売れて数年が経ち、大手事務所に所属している場合は通用しない。いつリストラされるか分からないサラリーマンの方が不安だ」と厳しく批判し[22]、梶原のケースについても、「マンションのローンを払う以前にすべきことがあったのではないか」と批判した。ただし河本に関しては、「蓋を開けてみたらグレーゾーンだった。収入を誤魔化して受給していた張本人でもないし、親族と別居している振りをしていたわけでもない。もっと早くにお母さんに生活保護の打ち切りをさせ、“母親の面倒は自分で見るんだ”というプライドと、グレーなことをしてはいけないというモラルを早くに自覚すべきだった」とし、「河本さんや梶原さんだけが槍玉に挙がってしまったのは気の毒だが、それは影響力の大きい有名人だから仕方がない」「この報道で、生活保護制度の問題点が明らかになった。今後、政府が改善しなくてはならないことを、世間に知らせた功績はあった」と結んだ[44]。
- 漫画家のやくみつるは、自身が本件に中立的な立場であることを表明した上で、「正直、このケースでもダメなのかなと感じた。（母親らと）同居はしていないし、独立した世帯を持っている。収入が5000万円あるから余力があるなんていうのは別次元の話だと思う」「もちろん、国会議員である片山さんがこれを問題視するのは当然だ。とはいえ、河本さんよりもっと悪質な不正受給もあったはずで、それを調査する人の数が足りないというのであれば、そちらを是正する、法改正をするというベクトルに向かって初めて、河本さんが槍玉に挙げられたことが生きてくるのではないか」と述べ、梶原のケースについても、「マンションを買い与えられた母親が贅沢していると言われれば贅沢かもしれないが、そもそもどういう所帯なら生活保護を受けるに相応しいのか。これは親孝行のしすぎが仇となったケースで、悪質とも違って気色ばむほどじゃないと思う」とし、「報道の意義はあったと思うが、河本さんらを人身御供にしてはならない」と結んだ[45]。
- シンガーソングライターの河口恭吾は自身のブログに、「河本さんの謝罪会見。鬼の首でも取ったかのようにマスコミは繰り返し朝から晩まで会見時の映像を流しているが、いちタレントの事を国会でまで取り上げることか。アホかっつーの。国会では議論すべき問題がその他に沢山あるでしょうが。ていうか議員さん達なんて今回の件の額なんて笑い飛ばせるような利権をむさぼり食ってきたんでしょうが。それを今更なにを平然と…。まぁ、それが政治家か。政治も人気獲りのマスコミのまねごとをしてきているのだとしたらこの国は本当に末期ですね」などと綴った[46]。
- 河本の事務所の後輩で、プライベートでも親交のある「オリエンタルラジオ」の藤森慎吾は、河本のTwitter上での謝罪に対し、「笑わせてくれればいいです!」と返信した[47]。すると、一般のユーザーから「身勝手で無責任な事ホザくな!」などと反発を買い、藤森も「少なくともあなたよりは社会人としての自覚はあります。あなたのような乱暴で幼稚な言葉使いはしないからー」「芸人全般に対する侮辱ですかー?」などと切り返し、口論に発展した[48]。
- 河本と同期の「ブラックマヨネーズ」の吉田敬も自身のTwitterで、「勧善懲悪。俺は嫌い。いじめられてる奴の話を少しは聞けよ」[49]という、暗に河本を気遣うようなツイートをした。すると、一般のユーザーが「カスがいきがんな。（生活保護の受給が認められずに）命奪われた人もいる」などと反発、これに対し吉田は「このての人って、なぜこんな物言いしかできひんのやろ。でもおかげで普通の人に感謝できる。ありがとう、頑張れよ、食物連鎖の一番下の人!」[50]などと返したが、このユーザーのツイートには、2007年に北九州市で生活保護を打ち切られて餓死した男性の写真が添付されていたことから、吉田が餓死者を揶揄したと歪曲されてしまい、ネット上に拡散される事態となった[51]。後に吉田は「いきなりカス呼ばわりしてくる無礼な人間にいかつい一言で返すのは、俺は悪いと思わない。でも強い言葉すぎた。他の人にまで強い不快感を与えてしまい、申し訳ありませんでした」という謝罪文をツイートした[52]。なお、このユーザーは直後にアカウントを削除している（いわゆる「捨てアカ」）。この騒動を受けてカルビーは、ブラックマヨネーズが出演中の『うま辛ポテト ヒ～ハー!!』の公式サイトからCM動画を一時削除する措置を講じた。同社広報部は、「お客様から様々なご意見が寄せられたことを受けた結果」と説明[53]、その後CMキャラクターにタレントの鈴木奈々を新たに加えて再開している。
- この他にも、河本よりも芸歴の長いお笑い芸人の、「実際に売れて大金を稼げるようになっても、滞納した年金を払ったりしたら残らないんじゃないか?たとえ収入が5000万円になったとしても、（人気が）いつまで続くかは分からない。売れてからまた落ちてしまうこともある」との意見[54]や、芸能評論家の、「関西芸人のがめつさが出たという印象。稼いでなんぼ、貰えるものは何でも貰うといった印象で、公人としての社会的責任や後ろめたさがない。何より、2人から自分の力で親の面倒を看ようという気持ちが感じられない」[55]との意見など、様々な見方がある。

## 騒動の余波
本件以後、生活保護受給に関する報道が過熱気味となり、一部メディアにおいては有名人とその親族の“生活保護暴き”を行うなど、様々な形で波紋を広げている。
秋元才加（元AKB48、2013年8月にグループを卒業）は一部週刊誌の影響により、インターネット上で自身の生活保護受給に関する噂が立っていたことを明かしているが、ブログでこれを否定した。
この他にも、陸上ハンマー投選手・室伏広治の実母（元オリンピックやり投ルーマニア代表のセラフィナ・モリッツ。現在も日本に在住）や、元スノーボードハーフパイプ選手・今井メロ本人の受給などが報じられたが、特に室伏のケースは賛否が分かれた。
さらには、2007年に一部週刊誌で報じられた舛添要一（当時参議院議員）の実姉に関する生活保護受給の是非が、一連の騒動に蒸し返される形で再燃した。奇しくも舛添の前妻は今回の騒動を追及し続けてきた片山さつきであり、片山は自身のTwitterで、「（元夫であることは関係なく）何の躊躇なく追及させていただきます」と宣言している。

### 片山さつき脅迫誤認騒動
片山は、2012年5月27日放送のテレビ朝日系報道番組『報道ステーション SUNDAY』に中継で出演。一連の問題追及に関するインタビューを受けていた際、「大阪の番組で（千原兄弟の）千原せいじさんという方が一方的に私たちを批判した上に、“片山の夫の会社を潰す”とおっしゃったんです」と話し、その後新幹線で居合わせた乗客からも「『ああいうこと（不正受給の追及）あったけど、怖いで!』みたいなことを言われて。これはもう脅迫ですよ」などと涙ながらに訴えた。片山が指しているのは、5月25日に放送された読売テレビの情報番組『かんさい情報ネットten.』（関西ローカル放送）だと言われており、千原は片山の夫について「旦那さんって、（以前に）結構でかい会社潰してはったんとちゃう…（以下不明瞭）」とコメントしている。しかし、この“脅迫”を巡っては、片山の事実誤認を指摘する声が多く上がっている。
お笑い芸人のカンニング竹山は「（千原が）同じ芸人だから守るために言ってるわけじゃないし、片山さんを好きとか嫌いとかではない」と前置きした上で、「内容を確認もせずに（千原が片山を脅迫したという）ネットの情報を信じ、マスコミに出てきて“脅迫された”と言っている。確認したら分かるでしょ?」「（片山は）生活保護問題を追及するというけど、真実ではないことを言ってる人に真実を追究できるか?」と憤りを見せた。コラムニストのマツコ・デラックスも、片山を「ちょっと奇怪な行動を取る方」と評し、「個人の発言にいちいち泣いてる国会議員ってのがおかしい」「河本さんがいけないことをして公金を貰っていたのなら、私は今彼女に払ってる公金（税金）から出ている給料もあげたくない」と批判した。また、「こんなワイドショーの茶番的なことをやらせるために、彼女をわざわざ番組に呼んで発言させているのだとしたら、ある意味国民への冒涜行為だと思う」と、番組に対しても批判を加えた。ネット上でも見解が分かれており、『報ステ SUNDAY』メインキャスターの長野智子が開設しているTwitterに直接、事の真相を尋ねる者もいた。これに対し長野は、「あのあと当該番組を確認しましたが、片山さんに一部事実誤認があると感じました。生放送で突然発言されたため我々も確認を取るすべが無かった」と答えている。